# Börtlingen
Börtlingen település Németországban, azon belül Baden-Württembergben. Lakosainak száma 1742 fő (2023. december 31.).

## Népesség
A település népessége az elmúlt években az alábbi módon változott:
| Lakosok száma | 1085 | 1174 | 1422 | 1578 | 1667 | 1769 | 1767 | 1800 | 1697 | 1742 |
|               | 1961 | 1967 | 1974 | 1980 | 1987 | 1993 | 2000 | 2006 | 2013 | 2023 |